# Al-Bayuk
Al-Bayuk o al-Buyuk (àrab: البيوك, al-Bayūk o al-Buyūk) és un municipi palestina en la governació de Rafah situada al sud de Rafah al sud de la Franja de Gaza. Segons l'Oficina Central d'Estadístiques de Palestina (PCBS), tenia 5,648 habitants en 2006.